# 紹慶府
绍庆府是宋代夔州路的一個府。
绍定元年（1228年），由黔州升格为府，府治在今重庆市彭水县。1291年升总管府。辖彭水縣（嘉祐八年，併入洪杜縣、洋水縣、都濡縣、信寧縣四縣）、黔江縣二县及南寧州、遠州、犍州、清州、蔣州、矩州、蠻州、襲州、峩州、邦州、鶴州、勞州、義州、福州、儒州、令州、郝州、普寧州、緣州、那州、鸞州、絲州、邛州、敷州、晃州、侯州、焚州、添州、瑤州、雙城州、訓州、卿州、茂龍州、整州、樂善州、撫水州、思元州、逸州、思州、南平州、勳州、姜州、稜州、鴻州、和武州、暉州、亮州、鼓州、懸州四十九州，南渡後羈縻州五十六。元代仍置，明初廢。